# Балдахін

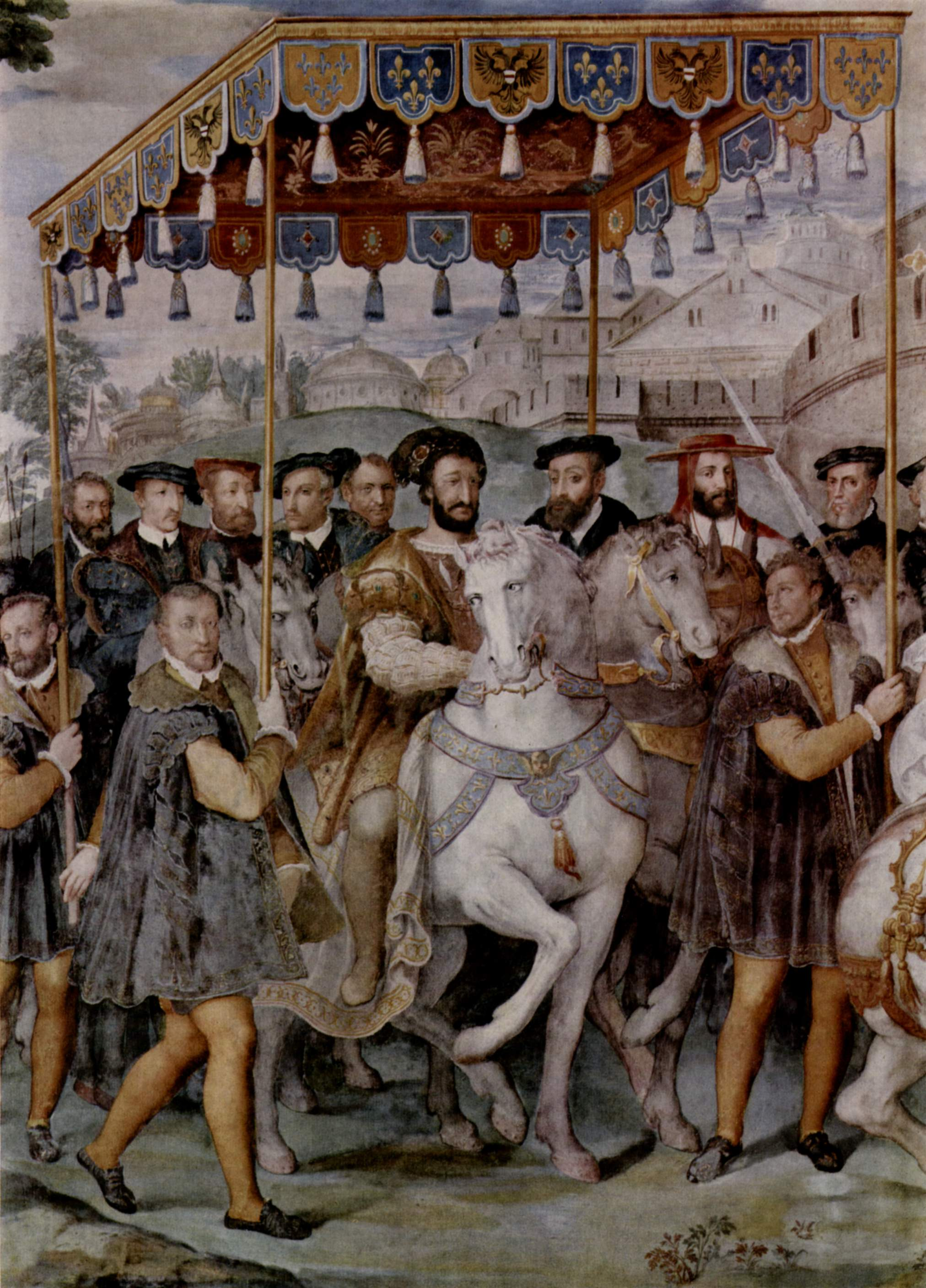
Король Франсуа I, Карл V Габсбург під балдахіном.

Балдахі́н — «накриття, переважно з дорогої тканини з оздобами, над троном, ліжком, носилками, катафалком і т. ін.»

## Назва
Назва балдахін походить від італ. baldacchino — «шовкова тканина з Багдада». 

## Опис
Це був ошатний навіс над троном, парадним ложем. Спочатку балдахіни виготовляли з тканини, пізніше також з каменю, дерева, металу. Балдахін над церковними престолами (вівтарями), хрестильницями, проповідальницями зараз називають ківорій.
З'явилися балдахіни на стародавньому Сході, як видно з ассиро-вавилонських і давньоперсидських барельєфів, над царем носили велику парасольку, яка на повітрі захищала його від дощу і спеки.
Зображення балдахіна в живописі і скульптурі «осіняє», захищає. У традиційному мистецтві Китаю символізує «щасливу долю», заступництво. У багатьох культурах балдахін — символ влади. З XII століття в західно-європейському романському, а потім і в готичному мистецтві під впливом арабського Сходу з'являються кам'яні балдахіни; вони ніби «осяють» зображувані персонажі.